# Brunirowanie
Brunirowanie - (wł.) dosłownie brązowienie, technika zdobienia zbroi płytowych rozpowszechniona od schyłku XVI w. we Włoszech, polegająca na wywoływaniu sztucznej rdzy na metalu przez działanie lekkimi kwasami, następnie na zaprawianiu olejem i polerowaniu całej powierzchni.